# AleX
AleX, indagini su mondi segreti è una serie televisiva italiana di genere mystery trasmessa in prima visione su Italia 1 da marzo a giugno 1997, diretta da Giancarlo Soldi.
La serie è stata scritta da Alfredo Castelli, Guglielmo Duccoli e Giorgio Schöttler e prodotta da Videotime.

## Descrizione
La serie è incentrata su Alex, una studentessa universitaria (interpretata da Romina Mondello) che mostra una morbosa curiosità per gli aspetti misteriosi del mondo che la circonda. Affiancata dal Prof. Martini (Carlo Rivolta), Alex in ogni puntata affronta un mistero che può essere legato all'attualità come ai tempi passati. In questo è aiutata dal misterioso Leo, che, comunicando con lei via e-mail, puntualmente la conduce al tema della puntata.

## Episodi
| n. | Titolo                                      | Prima TV       |
| -- | ------------------------------------------- | -------------- |
| 1  | Cuori di pietra                             | 20 marzo 1997  |
| 2  | La porta nera - La maledizione di Ca' Dario | 27 marzo 1997  |
| 3  | Il mistero della camera rossa               | 3 aprile 1997  |
| 4  | Il diavolo e l'acqua pesante                | 17 aprile 1997 |
| 5  | Il morso della solitudine                   | 5 giugno 1997  |
| 6  | La fabbrica dei mostri                      | 12 giugno 1997 |

### Cuori di pietra
Cast: Elisa Fiore Marocchetti, Antonio Allegranza, Lorenzo Alessandri.
Autori: Alfredo Castelli, Guglielmo Duccoli e Giorgio Schöttler.
Al centro delle indagini di Alex è la tecnica dell'imbalsamazione: è forse un mezzo per raggiungere, mediante formule e riti antichi, il potere e la supremazia sugli altri uomini? I riflettori si accendono sulle inquietanti figure di Raimondo di Sangro e le sue "macchine anatomiche", Paolo Gorini, Girolamo Segato e la sua "mano di Gloria" e John Dee anche attraverso interviste reali a varie personalità della "cultura" italiana.

### La porta nera - La maledizione di Ca' Dario
Cast: Antonella Federici, Renato Pestriniero, Dario Spada.
Autori: Alfredo Castelli, Guglielmo Duccoli e Giorgio Schöttler.
Esistono luoghi ad influsso negativo? Sul Canal Grande a Venezia sorge una prestigiosa e forse maledetta dimora denominata Ca' Dario dal nome del suo artefice, Giovanni Dario, che la progettò e la costruì nel 1487. Una lunga serie di proprietari, Marietta Dario, Giacomo Barbaro, Arbit Abdoll, Pippo Giordano Delle Lanze, Fabrizio e Nicoletta Ferrari, Raul Gardini sono entrati in possesso del fabbricato prima di morire di morte violenta. C'è un legame tra questa catena di morti e suicidi con la posizione della casa e la disposizione del suo arredamento?

### Il mistero della camera rossa
Cast: Sebastiano Filocamo, Dario Fontana, Gandolfo Venturini, Alessandro Mezzena Lona, Franco Devescovi.
Autori: Alfredo Castelli, Guglielmo Duccoli e Giorgio Schöttler.
Si dice che l'inquisizione, in tempi medievali, si sia macchiata di atrocità, infliggendo torture ai condannati, poi gettati nel "pozzo delle anime". Ma forse, in diverso luogo, sono nascosti orrori più recenti, legati alla liberazione della città di Trieste. Alex, attraverso un'iscrizione glagolitica anticipata dalla scritta latina Rotat omne fatum (il destino è mutevole), scopre che nei pressi di San Giusto la chiesa di Santa Maria Maggiore (edificata nel 1683) sembra nascondere una camera sotterranea, detta "rossa" per la tipologia di mattone utilizzato nel costruirla; di quali orrori è stata teatro?

### Il diavolo e l'acqua pesante
Cast: Giuditta Dembech, Gianluigi Marianini, Cecilia Gatto Trocchi, Paoletta Picco, Paolo Salvadori di Wiesenhoff, Sebastiano Lesquier.
Autori: Alfredo Castelli, Guglielmo Duccoli e Giorgio Schöttler.
Al centro delle indagini di Alex vi è il triangolo magico dedicato a Satana, Torino-Praga-Lione. È proprio a Torino che indaga sulle possibili zone magiche della città, soffermandosi su un'abbazia sconsacrata, nel vicino Principato di Lucedio, che cela inquietanti e antichi misteri. Nel 1784 i monaci che praticavano la chiesa furono sconsacrati per pratiche esoteriche e diaboliche e da allora il luogo è stato frequentato da moderni satanisti.

### Il morso della solitudine
Cast: Marino Campanaro, Leonardo Gajo, Francesco D'Agostino, Francesco Saba Sardi, Carlo Pagetti, Sergio Giuffrida, Giovanni Todaro.
Autori: Alfredo Castelli, Guglielmo Duccoli e Giorgio Schöttler.
Grazie alle indicazioni rinvenute da un'anonima videocassetta recapitata per posta, Alex giunge alla montagna di diaspro rosso, nei dintorni di Bardi (Parma). Il luogo si lega al nome di Vincenzo Verzeni, primo serial killer della storia italiana. I suoi omicidi (compiuti tra il 1870 e il 1872) avevano a che fare con la psicosi del vampirismo. Ma Alex scoprirà che alla base del tema stanno eventi più razionali: la rabbia e una malattia clinicamente nota come porfiria presentano, infatti, elementi comuni al mito del vampiro.

### La fabbrica dei mostri
Cast: Stefano Lisicki, Giorgio Chiozzi, Giampiero Fiocchi, Roberto Roda, Sebastiano Di Gennaro, Renzo Munari, Massimo Tettamanti.
Autori: Alfredo Castelli, Guglielmo Duccoli e Giorgio Schöttler.
Il ritrovamento di due cadaveri mutilati sulle rive del Po, vicino a Rovigo, sembra dare spazio ad una probabile leggenda metropolitana: testimoni oculari parlano di avvistamenti insoliti in cielo (forse UFO?) e a terra creature antropomorfe, ibridi forse frutto di esperimenti di alterazione genetica? Alex si trova dinanzi ad aberrazioni che sembrano derivare da miti passati, frutto di una fervida e sfrenata fantasia.

## Sequel
Era inizialmente previsto un sequel dal titolo provvisorio AleX 2.0, sempre con Romina Mondello, dove la protagonista avrebbe dovuto essere a capo di un reparto speciale della Polizia che indaga su casi irrisolti e misteriosi: questo progetto, però, non ha avuto alcun seguito.